# 福岡高等検察庁
福岡高等検察庁（ふくおかこうとうけんさつちょう）は、福岡県福岡市にある日本の高等検察庁の一つで、九州・沖縄地方8県を管轄している。略称は、福岡高検（ふくおかこうけん）。宮崎、那覇に支部を置いている。

## 概説
福岡高等検察庁は、福岡県福岡市中央区にある日本の高等検察庁のひとつである。そのうち本庁は福岡県など5県を管轄しており、宮崎県、鹿児島県及び大分県佐伯市については宮崎支部が、沖縄県については那覇支部が管轄している。
2019年（令和元年）9月17日、福岡市中央区舞鶴2丁目から同区六本松4丁目に移転する。

## 管轄区域
- 管轄区域：福岡県、佐賀県、長崎県、大分県、熊本県、鹿児島県、宮崎県、沖縄県
- 管轄人口：13,877,213人
- 管轄面積：44,511.83km2
- 人口密度：311.76人／km2

本庁
管轄区域：福岡県、佐賀県、長崎県、大分県（除く佐伯市）、熊本県
管轄人口：9,813,293人
管轄面積：24,406.21km2
人口密度：402.08人／km2
宮崎支部
管轄区域：宮崎県、鹿児島県、大分県佐伯市
管轄人口：2,598,737人
管轄面積：17,823.51km2
人口密度：145.8人／km2
本庁からの距離：210.3km
那覇支部
管轄区域：沖縄県
管轄人口：1,465,183人
管轄面積：2,282.11km2
人口密度：642.03人／km2
本庁からの距離：859.1km

## 歴代検事長
（カッコ内は在任期間と後職）
- 吉村徳則（1998年7月～1999年4月　名古屋高等検察庁検事長）
- 石川達紘（1999年4月～2000年11月　名古屋高等検察庁検事長）
- 豊嶋秀直（2000年11月～2001年5月　福岡地方検察庁の次席検事が、福岡高等裁判所判事に判事の妻についての捜査情報を漏洩していた事件で引責辞任）
- 飯田英男（2001年5月～2001年11月　退職）
- 加納駿亮（2001年11月～2004年1月　退職）
- 書上由紀夫（2004年1月～6月　大阪高等検察庁検事長）
- 坂井一郎（2004年6月～2005年4月　退職　マツダ取締役、キユーピー取締役）
- 佐々木茂夫（2005年4月～2006年5月　大阪高等検察庁検事長）
- 佐渡賢一（2006年5月～2007年7月　証券取引等監視委員会委員長）
- 栃木庄太郎（2007年7月～2009年1月　退職　公益財団法人国際研修協力機構理事長）
- 有田知德（2009年1月～2010年1月　退職　ゆうちょ銀行取締役）
- 三浦正晴（2010年1月～2010年10月　退職　三井金属鉱業監査役）
- 麻生光洋（2010年10月～2012年6月　定年退官　三井住友信託銀行監査役）
- 鈴木和宏（2012年6月～2014年1月、退職　公益財団法人国際研修協力機構理事長）
- 北村道夫（2014年1月～2015年1月、退職→防衛監察本部第3代防衛監察監）
- 松井巌（2015年～2016年、退職　オリエントコーポレーション監査役）
- 野々上尚（2016年～2018年、退職　防衛監察本部第4代防衛監察監）
- 榊原一夫 (2018年〜2020年、大阪高等検察庁検事長)
- 井上宏 (2020年1月〜2020年6月、退職 )
- 甲斐行夫 (2020年6月〜2021年7月、東京高等検察庁検事長)
- 中原亮一 (2021年7月～2022年6月、退職)
- 田辺泰弘 (2022年6月～2023年7月、退職)
- 久木元伸 (2023年7月～2024年7月、退職)
- 松本裕 (2024年7月〜2025年7月、名古屋高等検察庁検事長)
- 山本真千子 (2025年7月〜現職)